# توسل به متمم پنجم
توسل به متمم پنجم  (به انگلیسی: Pleading the Fifth) نام اصطلاحی حقوقی در سیستم حقوقی ایالات متحده آمریکا است که بنابر آن، فردی که به دادگاه یا در مقابل کمیته تحقیق کنگره آمریکا برای دادن شهادت زیر قسم احضار شده‌است، با این تفسیر که در صورت دادن شهادت زیر قسم و گفتن حقیقت، این امکان به وجود خواهد آمد که شهادتش علیه خود وی استفاده شود و باعث احتمالی اعلام جرم علیه خود وی شود، بنابراین حق را داشته باشد تا از دادن شهادت زیر قسم، خودداری کند.
گفتنی است که اصطلاح توسل به متمم پنجم با حق سکوت کردن (به انگلیسی: the right to remain silent) متفاوت است. با این تفاوت که بر اساس متمم پنجم قانون اساسی ایالات متحده آمریکا، متهم این حق را دارد که در مقابل سؤال یا اتهامات پلیس یا بازجوی تحقیق سکوت اختیار کند. اما توسل به متمم پنجم این حق را به متهم یا شاهد احضار شده به دادگاه می‌دهد که در هنگام شهادت دادن، قسم یاد نکند یا در صورت لزوم از دادن شهادت به کل خودداری کند.

## توسل به متمم پنجم در ماجرای ایران-کنترا
یکی از نمونه‌های مشهور توسل به متمم پنجم در تاریخ معاصر ایالات متحده آمریکا مربوط است به درخواست شهادت زیر قسم کمیسیون تاور از سرهنگ اولیور نورث بخاطر نقشش در نابود کردن مدارک مربوط به ماجرای ایران-کنترا بوده‌است. اولیور نورث با استفاده از حق توسل به متمم پنجم، از دادن هرگونه شهادت در این رابطه خودداری کرد.